# Canao I
Canao o Chanao fou rei de Vannes (o Bro Waroch) fill del rei Waroc'h I, governant vers 550-560. Canao pretenia el poder sobre tota la part sud de l'Armòrica i va utilitzar el crim polític per arribar als seus fins.

## Biografia
Canao fou germà de Macliau, Bisbe de Vannes. Va matar a tres dels seus germans per assegurar el seu poder. Macliau, darrer sobrevivent, fou fet presoner i el volia matar igualment però Fèlix, bisbe de Nantes en aquell moment, va aconseguir fer-lo alliberar sota la condició de jurar fidelitat al seu germà. Un temps després Canao va saber que Macliuau volia trencar el jurament va reprendre la seva persecució i Macliau, impotent, va fugir a la cort de Conomor, un altre comte de la regió.
Segons Gregori de Tours, Conomor, veient la proximitat dels perseguidors el va amagar sota terra en una cova i segons el costum la va fer cobrir amb un túmul deixant un tub per respirar; quan els perseguidors van arribar els va dir: "Aquí jau Macliau mort i enterrat". Els perseguidors contents van beure i van fer festa damunt el túmul i van avisar a Canao que el seu germà era mort; al saber-ho Canao es va apoderar de tot el regne. Quan van marxar els homes de Canao, Macliau va sortir de sota terra i es va dirigir a Vannes on fou tonsurat i ordenat bisbe.
El 560, Canao I es va aliar a Khram, fill rebel de Clotari I. Canao va morir en la batalla que va enfrontar l'exèrcit de Khram amb el de Clotari. A la mort de Canao I, el va succeir el seu fill Bodic, però Macliau va apostatar i va deixar créixer els seus cabells, va tornar amb la seva dona que havia abandonat en ser tonsurat i va apoderar-se del regne del seu germà; però els bisbes el van excomunicar i va haver de fer un acord amb el seu nebot.

### Genealogia
|                        |                        |                        |                        |                        |                        |              |              |                |                |                |                |                              |                              |                              |                              |                                            |                                            |                                            |                                            |                                            |                                            |       |       | Waroc'h I                  |                            |                            |                            |                            |                            |  |  |     |     |     |     |     |     |  |  |     |     |     |     |     |     |  |  |     |     |     |     |     |     |  |  |  |  |  |  |  |  |  |  |  |  |
|                        |                        |                        |                        |                        |                        |              |              |                |                |                |                |                              |                              |                              |                              |                                            |                                            |                                            |                                            |                                            |                                            |       |       |                            |                            |                            |                            |                            |                            |  |  |     |     |     |     |     |     |  |  |     |     |     |     |     |     |  |  |     |     |     |     |     |     |  |  |  |  |  |  |  |  |  |  |  |  |
|                        |                        |                        |                        |                        |                        |              |              |                |                |                |                |                              |                              |                              |                              |                                            |                                            |                                            |                                            |                                            |                                            |       |       |                            |                            |                            |                            |                            |                            |  |  |     |     |     |     |     |     |  |  |     |     |     |     |     |     |  |  |     |     |     |     |     |     |  |  |  |  |  |  |  |  |  |  |  |  |
| Conomor Comte de Poher | Conomor Comte de Poher | Conomor Comte de Poher | Conomor Comte de Poher | Conomor Comte de Poher | Conomor Comte de Poher |              |              | Santa Tréphine | Santa Tréphine | Santa Tréphine | Santa Tréphine | Santa Tréphine               | Santa Tréphine               |                              |                              | Macliau bisbe de Vannes Rei del Bro Waroch | Macliau bisbe de Vannes Rei del Bro Waroch | Macliau bisbe de Vannes Rei del Bro Waroch | Macliau bisbe de Vannes Rei del Bro Waroch | Macliau bisbe de Vannes Rei del Bro Waroch | Macliau bisbe de Vannes Rei del Bro Waroch |       |       | Canao I Rei del Bro Waroch | Canao I Rei del Bro Waroch | Canao I Rei del Bro Waroch | Canao I Rei del Bro Waroch | Canao I Rei del Bro Waroch | Canao I Rei del Bro Waroch |  |  | Noi | Noi | Noi | Noi | Noi | Noi |  |  | Noi | Noi | Noi | Noi | Noi | Noi |  |  | Noi | Noi | Noi | Noi | Noi | Noi |  |  |  |  |  |  |  |  |  |  |  |  |
| Conomor Comte de Poher | Conomor Comte de Poher | Conomor Comte de Poher | Conomor Comte de Poher | Conomor Comte de Poher | Conomor Comte de Poher |              |              | Santa Tréphine | Santa Tréphine | Santa Tréphine | Santa Tréphine | Santa Tréphine               | Santa Tréphine               |                              |                              | Macliau bisbe de Vannes Rei del Bro Waroch | Macliau bisbe de Vannes Rei del Bro Waroch | Macliau bisbe de Vannes Rei del Bro Waroch | Macliau bisbe de Vannes Rei del Bro Waroch | Macliau bisbe de Vannes Rei del Bro Waroch | Macliau bisbe de Vannes Rei del Bro Waroch |       |       | Canao I Rei del Bro Waroch | Canao I Rei del Bro Waroch | Canao I Rei del Bro Waroch | Canao I Rei del Bro Waroch | Canao I Rei del Bro Waroch | Canao I Rei del Bro Waroch |  |  | Noi | Noi | Noi | Noi | Noi | Noi |  |  | Noi | Noi | Noi | Noi | Noi | Noi |  |  | Noi | Noi | Noi | Noi | Noi | Noi |  |  |  |  |  |  |  |  |  |  |  |  |
|                        |                        |                        |                        |                        |                        |              |              |                |                |                |                |                              |                              |                              |                              |                                            |                                            |                                            |                                            |                                            |                                            |       |       |                            |                            |                            |                            |                            |                            |  |  |     |     |     |     |     |     |  |  |     |     |     |     |     |     |  |  |     |     |     |     |     |     |  |  |  |  |  |  |  |  |  |  |  |  |
|                        |                        |                        |                        |                        |                        |              |              |                |                |                |                |                              |                              |                              |                              |                                            |                                            |                                            |                                            |                                            |                                            |       |       |                            |                            |                            |                            |                            |                            |  |  |     |     |     |     |     |     |  |  |     |     |     |     |     |     |  |  |     |     |     |     |     |     |  |  |  |  |  |  |  |  |  |  |  |  |
|                        |                        |                        |                        | Sant Trémeur           | Sant Trémeur           | Sant Trémeur | Sant Trémeur | Sant Trémeur   | Sant Trémeur   |                |                | Waroch II Rei del Bro Waroch | Waroch II Rei del Bro Waroch | Waroch II Rei del Bro Waroch | Waroch II Rei del Bro Waroch | Waroch II Rei del Bro Waroch               | Waroch II Rei del Bro Waroch               |                                            |                                            | Jacob                                      | Jacob                                      | Jacob | Jacob | Jacob                      | Jacob                      |                            |                            |                            |                            |  |  |     |     |     |     |     |     |  |  |     |     |     |     |     |     |  |  |     |     |     |     |     |     |  |  |  |  |  |  |  |  |  |  |  |  |
|                        |                        |                        |                        | Sant Trémeur           | Sant Trémeur           | Sant Trémeur | Sant Trémeur | Sant Trémeur   | Sant Trémeur   |                |                | Waroch II Rei del Bro Waroch | Waroch II Rei del Bro Waroch | Waroch II Rei del Bro Waroch | Waroch II Rei del Bro Waroch | Waroch II Rei del Bro Waroch               | Waroch II Rei del Bro Waroch               |                                            |                                            | Jacob                                      | Jacob                                      | Jacob | Jacob | Jacob                      | Jacob                      |                            |                            |                            |                            |  |  |     |     |     |     |     |     |  |  |     |     |     |     |     |     |  |  |     |     |     |     |     |     |  |  |  |  |  |  |  |  |  |  |  |  |
|                        |                        |                        |                        |                        |                        |              |              |                |                |                |                | Canao II Rei del Bro Waroch  |                              |                              |                              |                                            |                                            |                                            |                                            |                                            |                                            |       |       |                            |                            |                            |                            |                            |                            |  |  |     |     |     |     |     |     |  |  |     |     |     |     |     |     |  |  |     |     |     |     |     |     |  |  |  |  |  |  |  |  |  |  |  |  |